# Liste von Persönlichkeiten der Stadt Parma
Diese Liste enthält in Parma geborene Persönlichkeiten sowie solche, die in Parma gewirkt haben, dabei jedoch andernorts geboren wurden. Die Liste erhebt keinen Anspruch auf Vollständigkeit.

## In Parma geborene Persönlichkeiten

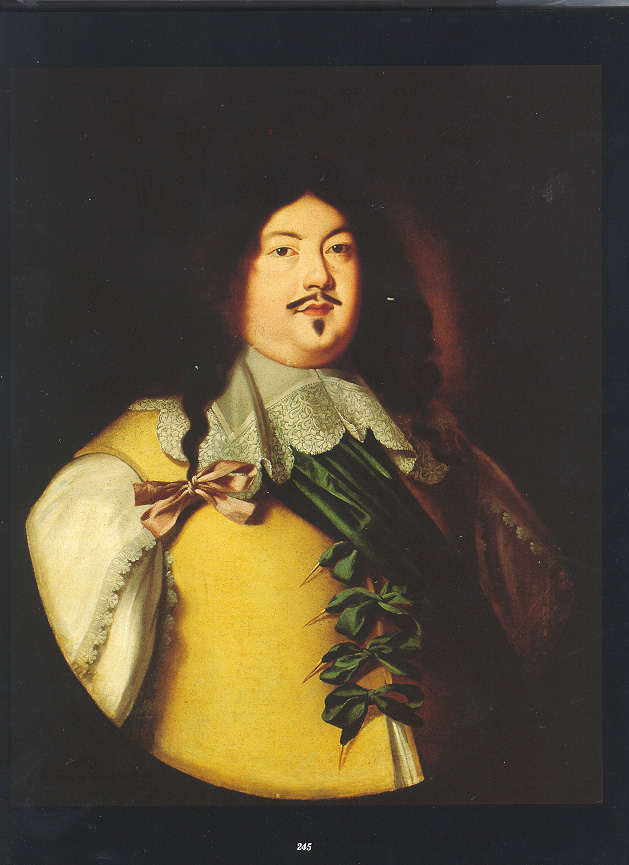
Odoardo I. Farnese

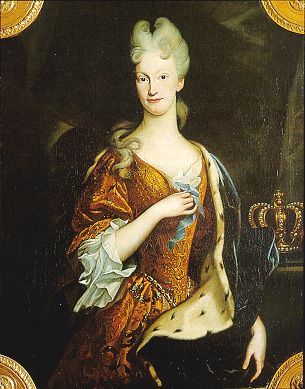
Elisabetta Farnese

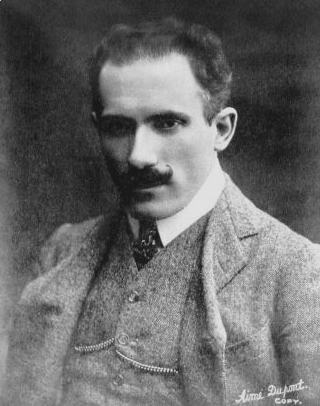
Arturo Toscanini

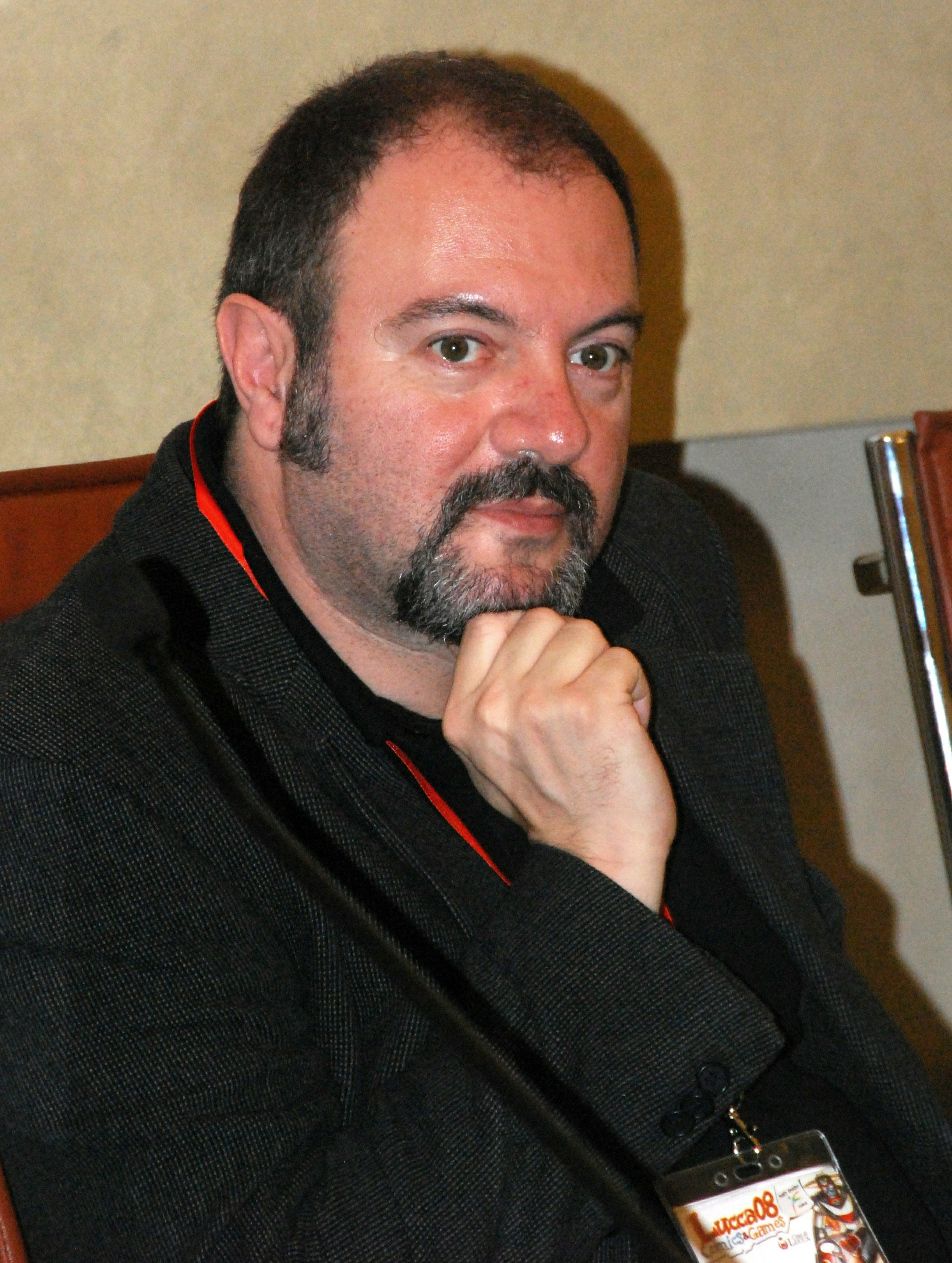
Carlo Lucarelli

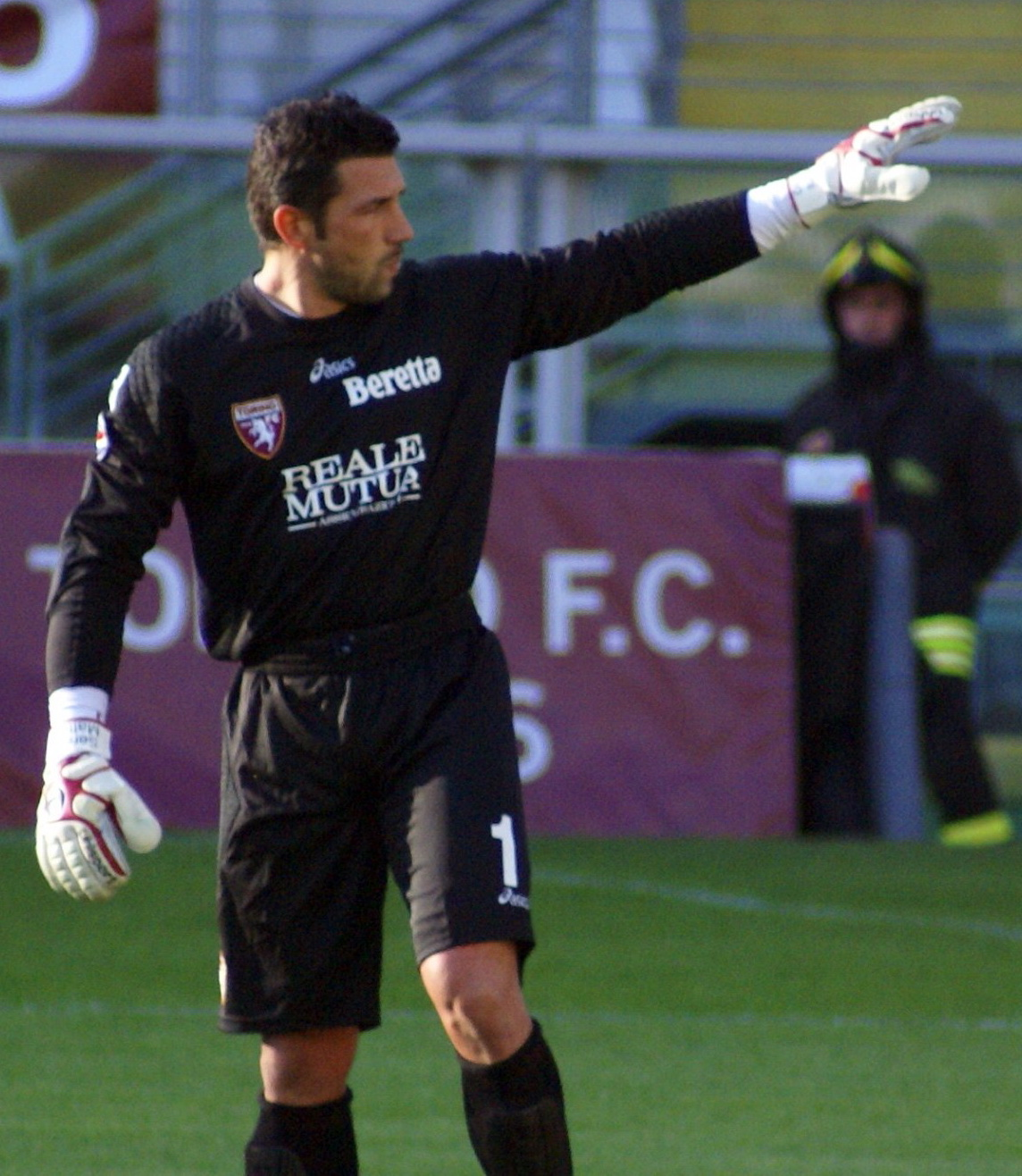
Matteo Sereni

### Bis 1600
- Clemens III. (1020/30–1100), Gegenpapst
- Johannes von Parma (1208–1289), Generalminister des Franziskanerordens
- Guglielmo de’ Rossi (1260/1270–1340), Condottiere und Podestà
- Marsilio de’ Rossi (1287–1337), Condottiere und Herr von Parma, Lucca, Cremona und Fidenza
- Rolando de’ Rossi (≈1287–1345), Condottiere und Podestà
- Giacomo de’ Rossi (?–≈1370), Adeliger
- Giovanni Piacentini (1330/1340–1404), römisch-katholischer Erzbischof und Pseudokardinal
- Giacomo de’ Rossi (≈1363–1418), Bischof von Verona, Luni und Erzbischof von Neapel
- Pier Maria I. de’ Rossi (1374–1438), Adeliger
- Cristoforo Caselli (1461–1521), Maler
- Filippo Maria de’ Rossi (1465–1529), Condottiere und Graf von Corniglio
- Bernardo de’ Rossi (1468–1527), Bischof von Belluno und Treviso
- Giorgio Mainerio (1530/40–1582), Komponist
- Camillo Procaccini (1561–1629), Maler
- Odoardo Farnese (1573–1626), Kardinal
- Paolo Torello (1576–1630), Erzbischof von Rossano
- Giovanni Lanfranco (1582–1647), Maler
- Sisto Badalocchio (1585–1647), Maler
- Nicolaus Zucchius (1586–1670), Astronom und Physiker

### 1601 bis 1800
- Marco Marazzoli (um 1602–1662), Sänger, Harfenist und Komponist des Barocks
- Odoardo I. Farnese (1612–1646), Sohn des Herzogs Ranuccio I. Farnese von Parma
- Alessandro Farnese (1635–1689), Prinz von Parma und Piacenza
- Artemio Motta (1661–?), Komponist
- Alessandro Galli da Bibiena (1686–1748), Architekt, Szenograph und Theater-Ingenieur
- Mauro D’Alay (um 1687 – 1757), Violinist und Komponist
- Fortunato Chelleri (1690–1757), Kapellmeister und Komponist
- Elisabetta Farnese (1692–1766), Königin von Spanien
- Giuseppe Galli da Bibiena (1696–1757), Bühnenbildner, Architekt, Theateringenieur und Maler
- Francesca Cuzzoni (1696–1778), Sopranistin
- Antonio Galli da Bibiena (1697/1698–1774), Dekorationsmaler und Architekt
- Gaetano Casanova (1697–1733), mutmaßlicher Vater von Giacomo Girolamo Casanova
- Antonio Besozzi (1714–1781), Oboist und Komponist
- Barbara Campanini (1721–1799), Ballett-Tänzerin
- Francesco Giovanni Scutellari Ajani (1742–1826), Geistlicher
- Gian Francesco Fortunati (1746–1821), Komponist und Kapellmeister
- Ignazio Nasalli-Ratti (1750–1831), Kardinal und Diplomat
- Maria Luise von Bourbon-Parma (1751–1819), Mitglied des Hauses Bourbon-Parma
- Ferdinand (1751–1802), Infant von Spanien
- Caroline von Bourbon-Parma (1770–1804), Mitglied des Hauses Bourbon-Parma
- Ferdinando Paër (1771–1839), Komponist
- Luigi Rados (1773–1840), Kupferstecher und Maler
- Ferdinando Orlandi (1774–1848), Komponist
- Paolo Toschi (1788–1854), Kupferstecher
- Pietro Rovelli (1793–1838), Violinist und Komponist
- Macedonio Melloni (1798–1854), Physiker
- Antonio Rolla (1798–1837), Violinvirtuose und Komponist

### 1801 bis 1900
- Giulio Cesare Ferrarini (1807–1891), Dirigent, Geiger und Musikpädagoge
- Camillo Rondani (1808–1879), Entomologe
- Antonio Carlo Napoleone Gallenga (1810–1895), Schriftsteller, Irredentist, Abgeordneter und Publizist
- Callisto Guatelli (1819–1899), Dirigent, Musikpädagoge und Komponist am osmanischen Hof
- Wilhelm Albrecht von Montenuovo (1821–1895), altösterreichischer General
- Italo Campanini (1845–1896), Operntenor
- Attilio Catelli (1845–1877), Librettist
- Lodovico Giraud (1846–1882), Operntenor
- Alicia von Bourbon-Parma (1849–1935), Großherzogin von Toskana
- Italo Azzoni (1853–1935), Komponist, Pianist, Dirigent und Musikpädagoge
- Roberto Mantovani (1854–1933), Geowissenschaftler und Violinist
- Luigi Bianchi (1856–1928), Mathematiker
- Vittorio Bottego (1860–1897), Afrikaforscher
- Paolo Pizzetti (1860–1918), Geodät, Astronom und Geophysiker
- Ferruccio Cattelani (1867–1932), Komponist
- Arturo Toscanini (1867–1957), Dirigent
- Fiorello Giraud (1870–1928), Operntenor
- Ildebrando Pizzetti (1880–1968), Komponist
- Charles Ponzi (1882–1949), Schwindler und Betrüger
- Eduardo Fornarini (1887–1967), Musikpädagoge und Komponist
- Louis J. Camuti (1893–1981), US-amerikanischer Tierarzt
- Erberto Carboni (1899–1984), Gebrauchsgrafiker, Architekt, Illustrator, Bühnenbildner und Maler

### 1901 bis 1950
- Italo Clerici (1901–1956), Schauspieler
- Paolo Dezza (1901–1999), Kardinal
- Giola Gandini (1906–1941), Malerin
- Attilio Bertolucci (1911–2000), Lyriker, Literaturkritiker und Übersetzer
- Lino Ventura (1919–1987), italienisch-französischer Filmschauspieler
- Renato Dardozzi (1922–2003), Kanzler der Päpstlichen Akademie der Wissenschaften
- Antonio Marchi (1923–2003), Regisseur
- Sebastiano Timpanaro (1923–2000), Klassischer Philologe, Essayist, Literaturkritiker und Marxist
- Enrico Medioli (1925–2017), Drehbuchautor
- Umberto Masetti (1926–2006), Motorradrennfahrer
- Mario Lanfranchi (1927–2022), Opern- und Filmregisseur
- Lydia Alfonsi (1928–2022), Schauspielerin
- Aldo Gandini (1928–2007), Radrennfahrer
- Alberto Michelotti (1930–2022), Fußballschiedsrichter
- Mario Campanacci (1932–1999), Tumororthopäde in Bologna
- Alberto Bevilacqua (1934–2013), Schriftsteller, Drehbuchautor und Filmregisseur
- Gian Paolo Dallara (* 1936), Automobilkonstrukteur
- Franco Gandini (* 1936), Bahnradsportler
- Vittorio Adorni (1937–2022), Radrennfahrer und Präsident der Profi-Radrennfahrer-Vereinigung
- Bruno Mora (1937–1986), Fußballspieler
- Franco Maria Ricci (1937–2020), Designer und Verleger
- Bernardo Bertolucci (1941–2018), Filmregisseur
- Franco Bonvicini (1941–1995), Comiczeichner
- Francesco Barilli (* 1943), Filmschaffender
- Attilio Concari (* 1944), Modefotograf und Filmregisseur
- Enrico Catuzzi (1946–2006), Fußballspieler und -trainer
- Tamara Baroni (1947–2022), Fotomodell und Schauspielerin
- Giuseppe Bertolucci (1947–2012), Regisseur und Drehbuchautor

### Ab 1951
- Marco Bertolini (* 1953), General des italienischen Heeres
- Frank Michael (* 1953), belgischer Sänger
- Gino Lori (* 1956), Radrennfahrer
- Roberto Bonati (* 1959), Jazzmusiker
- Beppe Sebaste (* 1959), Schriftsteller, Dichter, Übersetzer und Journalist
- Carlo Lucarelli (* 1960), Schriftsteller
- Stefano Canuti (* 1961), Fagottist und Musikpädagoge
- Aldo Costa (* 1961), Ingenieur
- Scialpi (* 1962), Sänger
- Paolo Nori (* 1963), Schriftsteller
- Stefano Pioli (* 1965), Fußballspieler und -trainer
- Michele Pertusi (* 1965), Opernsänger
- Paolo Schianchi (* 1966), Architekt und Designer
- Matteo Visioli (* 1966), römisch-katholischer Geistlicher und Kanonist
- Daniela Veronesi (* 1972), san-marinesisch-italienische Radsportlerin
- Enrico Bronzi (* 1973), Cellist
- Alessandro Fattori (* 1973), Skirennläufer
- Matteo Sereni (* 1975), Fußballtorhüter
- Andrea Belicchi (* 1976), Automobilrennfahrer
- Paolo Mori (* 1977), Spieleautor
- Manuela Manetta (* 1983), Squashspielerin
- Michele Benedetti (* 1984), Wasserspringer
- Andrea Guatelli (* 1984), Fußballspieler
- Ugochukwu Ukah (* 1984), nigerianischer Fußballspieler
- Caterina Fanzini (* 1985), Volleyballspielerin
- Daniele Dessena (* 1987), Fußballspieler
- Pietro Gandolfi (* 1987), Autorennfahrer
- Gian Marco Ferrari (* 1992), Fußballspieler
- Alberto Cerri (* 1996), Fußballspieler
- Tobia Bocchi (* 1997), Leichtathlet
- Marcus Thuram (* 1997), französischer Fußballspieler

## Bekannte Einwohner von Parma
- Basinio Basini (1425–1457), neulateinischer Dichter und Humanist
- Fabrizio Dentice (um 1530 – 1581), Lautenist und Komponist
- Maria Luisa von Spanien (1782–1824), Königin von Etrurien
- Valerio Varesi (* 1959), Journalist und Krimi-Schriftsteller